# Picadeli
Picadeli är ett svenskt foodtechföretag som utvecklar och tillhandahåller självbetjäningsbarer för sallad i dagligvaruhandeln och andra offentliga miljöer. Företaget grundades 2009 i Vänersborg och är sedan 2015 en del av Greenfood Group, en nordisk koncern med fokus på hälsosamma och hållbara livsmedelslösningar.

## Historia
Picadeli etablerades 2009 med målet att erbjuda ett mer hälsosamt alternativ till traditionell snabbmat. Verksamheten startade i Sverige och har därefter expanderat till flera europeiska marknader, inklusive Finland, Frankrike, Belgien och Tyskland. Sedan 2020 finns företaget även i USA, där man samarbetar med bland annat Albertsons, Schnucks och Coborn’s för att erbjuda salladsbarer i livsmedelsbutiker.

## Verksamhet
Företaget tillhandahåller digitalt uppkopplade salladsbarer där konsumenter kan plocka sin egen måltid  Barerna är utrustade med teknik som övervakar lagernivåer, analyserar kundbeteende och bidrar till att minska matsvinn. Under 2024 lanserade Picadeli en ny modell – Arctic X – med ett kylsystem utvecklat för ökad hållbarhet och livsmedelssäkerhet.
I Sverige, Norge, Danmark och Finland erbjuder företaget även färdigförpackade produkter som wraps, frukt och färdigpackade sallader.

## Utmärkelser
Picadeli har uppmärksammats för sin tekniska innovation inom hälsosam mat. Under 2022 tilldelades företaget ett pris i kategorin "Healthy Food" på Europas största foodtech-evenemang.